# 지리산 (통영)
사량도 지리산 (蛇樑島智異山)은 대한민국 경상남도 통영시 사량도에 있는 높이 398m의 산이다. 지이망산(智異望山)이라고도 한다. 사량도는 크게 서쪽의 상도와 남동쪽의 하도 외 9개의 작은 섬들로 이루어져 있다. 지리산은 사량도 상도에 위치해 있다.

## 명칭의 유래
'자이망산'이라는 명칭은 '지리산이 바라 보이는 산'이라는 뜻에서 유래하였다.